# Dryopteris satsumana
Dryopteris satsumana är en träjonväxtart som beskrevs av Kurata. Dryopteris satsumana ingår i släktet Dryopteris och familjen Dryopteridaceae. Inga underarter finns listade.